# Arab Ice Hockey Federation
Die Arab Ice Hockey Federation ist ein Eishockeyverband der Länder bzw. Nationalmannschaften der Arabischen Welt.

## Geschichte
Nach der erstmaligen Austragung des Arab Cup of Ice Hockey im Juni 2008 entschlossen sich die vier teilnehmenden Nationen Kuwait, Vereinigte Arabische Emirate, Marokko und Algerien Ende des Jahres 2008 zur Gründung eines gemeinsamen Verbandes, um die eigenen Interessen auf internationaler Ebene zu vertreten und die Zusammenarbeit untereinander zu stärken. Die AIHF sollte jährlich (ab 2010 bzw. 2011) den Arab Cup of Ice Hockey austragen, die Austragungen kamen aber bis nicht zu Stande, ehe das Turnier erstmals in Kuwait City ausgetragen wurde.

## Mitglieder
Zuletzt setzte sich die Arab Ice Hockey Federation aus den Nationalmannschaften von Algerien, Marokko, Kuwait, Vereinigte Arabische Emirate, Bahrain und Tunesien zusammen.